# Matt Clark
Matt Clark (nascut el 25 de novembre de 1936) és un actor, director i guionista estatunidenc. És conegut sobretot pels seus papers a pel·lícules western.

## Primers anys
Clark va néixer a Washington, D.C., fill de Theresa (de soltera Castello), professora, i de Frederick William Clark, fuster. Després de servir a l'Exèrcit dels Estats Units, va assistir a la Universitat George Washington, però més tard va abandonar.

## Carrera
Després de treballar en diverses feines, es va incorporar a un grup de teatre local de DC. Més tard es va convertir en membre de la companyia Living Theatre de Nova York i va treballar fora de Broadway i al teatre comunitari a finals de la dècada de 1950.
Clark va dirigir la pel·lícula de 1988 Da, així com un episodi de la sèrie de televisió CBS Schoolbreak Special i dos episodis de la sèrie de televisió Midnight Caller. També va escriure la història per a la pel·lícula de 1970 Homer.

## Filmografia

### Cinema
| Any  | Tiítol                                                     | Paper                  | Notes      |
| ---- | ---------------------------------------------------------- | ---------------------- | ---------- |
| 1964 | Black Like Me                                              | Mugger in Alley        |            |
| 1967 | In the Heat of the Night                                   | Packy Harrison         |            |
| 1967 | Will Penny                                                 | Romulus Quint          |            |
| 1969 | The Bridge at Remagen                                      | Cpl. Jellicoe          |            |
| 1970 | Macho Callahan                                             | Jailer                 |            |
| 1970 | Monte Walsh                                                | Rufus Brady            |            |
| 1971 | The Beguiled                                               | Scrogins               |            |
| 1971 | The Grissom Gang                                           | Joe Bailey             |            |
| 1972 | The Cowboys                                                | Smiley                 |            |
| 1972 | Pocket Money                                               | American Prisoner      |            |
| 1972 | The Culpepper Cattle Co.                                   | Pete                   |            |
| 1972 | The Great Northfield, Minnesota Raid                       | Bob Younger            |            |
| 1972 | Jeremiah Johnson                                           | Qualen                 |            |
| 1972 | The Life and Times of Judge Roy Bean                       | Nick the Grub          |            |
| 1973 | Pat Garrett and Billy the Kid                              | J.W. Bell              |            |
| 1973 | Emperor of the North Pole                                  | Yardlet                |            |
| 1973 | White Lightning                                            | Dude Watson            |            |
| 1973 | The Laughing Policeman                                     | Coroner                |            |
| 1974 | The Terminal Man                                           | Gerhard                |            |
| 1975 | Hearts of the West                                         | Jackson                |            |
| 1976 | The Outlaw Josey Wales                                     | Kelly                  |            |
| 1977 | Vengeance                                                  | Grover                 |            |
| 1977 | Outlaw Blues                                               | Billy Bob              |            |
| 1978 | The Driver                                                 | Red Plainclothesman    |            |
| 1979 | Dreamer                                                    | Spider                 |            |
| 1980 | Brubaker                                                   | Roy Purcell            |            |
| 1980 | Ruckus                                                     | Cece                   |            |
| 1981 | The Legend of the Lone Ranger                              | Sheriff Wiatt          |            |
| 1981 | Ull per ull (An Eye for an Eye)                            | Tom McCoy              |            |
| 1982 | Some Kind of Hero                                          | Mickey                 |            |
| 1982 | Honkytonk Man                                              | Virgil                 |            |
| 1983 | Love Letters                                               | Chuck                  |            |
| 1984 | The Adventures of Buckaroo Banzai Across the 8th Dimension | Secretary of Defense   |            |
| 1984 | Country                                                    | Tom McMullen           |            |
| 1985 | Tuff Turf                                                  | Stuart Hiller          |            |
| 1985 | Return to Oz                                               | Uncle Henry            |            |
| 1986 | Let's Get Harry                                            | Walt Clayton           |            |
| 1989 | House III: The Horror Show                                 | Dr. Tower              |            |
| 1990 | Back to the Future Part III                                | Bartender              |            |
| 1990 | Cadence                                                    | Bean Sr.               |            |
| 1991 | Class Action                                               | Judge Symes            |            |
| 1991 | A Seduction in Travis County                               | Dobbs                  |            |
| 1992 | Frozen Assets                                              | J. F. Hughes           |            |
| 1993 | The Harvest                                                | Hank                   |            |
| 1995 | Candyman: Farewell to the Flesh                            | Honore Thibideaux      |            |
| 1995 | Mother                                                     | Ben Wilson             |            |
| 1997 | Hacks                                                      | Bus Driver             |            |
| 1998 | Homegrown                                                  | Sheriff Stanley Kroopf |            |
| 1998 | Claudine's Return                                          | Pauline                |            |
| 1999 | Five Aces                                                  | Phillip                |            |
| 1999 | A Stranger in the Kingdom                                  | Judge Forest Allen     |            |
| 2000 | South of Heaven, West of Hell                              | Burl Dunfries          |            |
| 2004 | Killer Diller                                              | Barge Captain          |            |
| 2007 | Rocking the Boat: A Musical Conversation and Journey       | N/D                    | Documental |
| 2010 | The Way                                                    | Father Frank           |            |
| 2013 | 42                                                         | Luther                 |            |
| 2014 | A Million Ways to Die in the West                          | Old Prospector         |            |

### Televisió
| Any        | Títol                                        | Paper                         | Notes                                            |
| ---------- | -------------------------------------------- | ----------------------------- | ------------------------------------------------ |
| 1966       | Ben Casey                                    | Patient                       | Episodi: "Where Did All the Roses Go?"           |
| 1966       | Bob Hope Presents the Chrysler Theatre       | Paco Perez                    | Episodi: "One Embezzlement and Two Margaritas"   |
| 1967       | T.H.E. Cat                                   | Killer                        | Episodi: "The Blood-Red Night"                   |
| 1967       | Dundee and the Culhane                       | Smith                         | 2 episodis                                       |
| 1967       | The Rat Patrol                               | Corporal Meekin               | Episodi: "The Kingdom Come Raid"                 |
| 1967       | Death Valley Days                            | Montana Joe                   | Episodi: "Lost Sheep in Trinidad"                |
| 1969       | N.Y.P.D.                                     | Eddie Anders                  | Episodi: "Face on the Dart Board"                |
| 1969       | Bonanza                                      | Fantan                        | Episodi: "The Witness"                           |
| 1969, 1970 | The Name of the Game                         | Harris / Frankie              | 2 episodis                                       |
| 1973       | The Waltons                                  | Mr. Hennessey                 | Episodi: "The Fawn"                              |
| 1973       | Kung Fu                                      | Niebo                         | Episodi: "The Elixir"                            |
| 1974       | The Rookies                                  | Joey Hughes                   | Episodi: "The Late Mr. Brent"                    |
| 1974       | The Execution of Private Slovik              | Dunn                          | Telefilm                                         |
| 1974       | Melvin Purvis: G-Man                         | Charles Parlmetter            | Telefilm                                         |
| 1974       | The Great Ice Rip-Off                        | Georgie                       | Telefilm                                         |
| 1974       | This Is the West That Was                    | Buffalo Bill Cody             | Telefilm                                         |
| 1975       | The Kansas City Massacre                     | Vernon Miller                 | Telefilm                                         |
| 1975–1979  | Little House on the Prairie                  | Seth Berwick / Eric Boulton   | 3 episodis                                       |
| 1977       | Dog and Cat                                  | Lt. Arthur Kipling            | 6 episodis                                       |
| 1978       | Lacy and the Mississippi Queen               | Reynolds                      | Telefilm                                         |
| 1978       | Lucan                                        | Jake Jones                    | Episodi: "Thunder God Gold"                      |
| 1979       | The Last Ride of the Dalton Gang             | George Newcomb                | Telefilm                                         |
| 1981       | The Children Nobody Wanted                   | Bill Westbrook                | Telefilm                                         |
| 1981, 1982 | Dynasty                                      | Frank Dean                    | 2 episodis                                       |
| 1982       | In the Custody of Strangers                  | Mike Raines                   | Telefilm                                         |
| 1983       | Highway Honeys                               | Wolfe Crawley                 | Telefilm                                         |
| 1983       | The Winds of War                             | Hansen                        | Episodi: "Into the Maelstrom"                    |
| 1983       | ABC Afterschool Special                      | Phil Cranston                 | Episodi: "Andrea's Story: A Hitchhiking Tragedy" |
| 1985       | Magnum, P.I.                                 | Jack Damon                    | Episodi: "A Pretty Good Dancing Chicken"         |
| 1985       | Love, Mary                                   | Fennie Groda                  | Telefilm                                         |
| 1985       | Out of the Darkness                          | John Hubbard                  | Telefilm                                         |
| 1985       | Hardcastle and McCormick                     | Sheriff Dale Cutler           | Episodi: "The Career Breaker"                    |
| 1987       | The Quick and the Dead                       | Doc Shabitt                   | Telefilm                                         |
| 1987       | CBS Summer Playhouse                         | Matt                          | Episodi: "Travelin' Man"                         |
| 1987       | The Gambler, Part III: The Legend Continues  | Sgt. Grinder                  | Telefilm                                         |
| 1988       | War and Remembrance                          | Chief Clark (Northampton)     | Episodi: "Part V"                                |
| 1988       | CBS Schoolbreak Special                      | Pawnshop Clerk                | Episodi: "Gambler"                               |
| 1989       | Terror on Highway 91                         | Jim Warren                    | Telefilm                                         |
| 1989       | Midnight Caller                              | Pete Holden                   | Episodi: "Bank Job"                              |
| 1989       | Blind Witness                                | Lt. Schapper                  | Telefilm                                         |
| 1993       | Dead Before Dawn                             | John DeSilva                  | Telefilm                                         |
| 1993       | Barbarians at the Gate                       | Edward A. Horrigan Jr.        | Telefilm                                         |
| 1993–1995  | Grace Under Fire                             | Emmet Kelly                   | 4 episodis                                       |
| 1994       | Lois & Clark: The New Adventures of Superman | Homeless Man                  | Episodi: "All Shook Up"                          |
| 1995       | A Season of Hope                             | Wallace Porter                | Telefilm                                         |
| 1995       | Screen Two                                   | Doug Kinross                  | Episodi: "Crazy for a Kiss"                      |
| 1995       | She Stood Alone: The Tailhook Scandal        | Paula Coughlin                | Telefilm                                         |
| 1995       | Lonesome Dove: The Series                    | Rev. Bantry                   | Episodi: "The Bride"                             |
| 1995–1996  | The Jeff Foxworthy Show                      | Walt Bacon                    | 12 episodis                                      |
| 1996       | Raven Hawk                                   | Ed Hudson                     | Telefilm                                         |
| 1996       | Trilogy of Terror II                         | Roger Ansford                 | Telefilm                                         |
| 1996, 2001 | Walker, Texas Ranger                         | Cooper's Friend / Hank Cotton | 3 episodis                                       |
| 1997       | The Visitor                                  | Monroe                        | Episodi: "The Devil's Rainbow"                   |
| 1997       | Touched by an Angel                          | Markus Cavanaugh              | Episodi: "Venice"                                |
| 1998       | The Pretender                                | Lyle Bowman                   | Episodi: "Crash"                                 |
| 1998       | The Practice                                 | Jesse Manning                 | Episodi: "Body Count"                            |
| 2000       | Chicago Hope                                 | Clarence Gates                | Episodi: "Everybody's Special at Chicago Hope"   |